# Brama japonica
Brama japonica es una especie de peces de la familia Bramidae en el orden de los Perciformes.

## Morfología
• Los machos pueden llegar alcanzar los 61 cm de longitud total.

## Distribución geográfica
Se encuentra en el Pacífico: desde el Japón hasta el Mar de Bering y el Perú. También en las Filipinas y Taiwán.